# Maricaona reimoseri
Maricaona reimoseri är en insektsart som beskrevs av Rauno E. Linnavuori 1959. Maricaona reimoseri ingår i släktet Maricaona och familjen dvärgstritar. Inga underarter finns listade i Catalogue of Life.